# Gran Premio de Cataluña de Motociclismo de 2022
El Gran Premio de Cataluña de Motociclismo de 2022 (oficialmente Gran Premi Monster Energy de Catalunya) fue la novena prueba del Campeonato del Mundo de Motociclismo de 2022. Tuvo lugar en el fin de semana del 3 al 5 de junio de 2022 en el Circuito de Barcelona-Cataluña en Montmeló (España).
La carrera de MotoGP fue ganada por Fabio Quartararo, seguido de Jorge Martín y Johann Zarco. Celestino Vietti fue el ganador de la prueba de Moto2, por delante de Arón Canet y Augusto Fernández. La carrera de Moto3 fue ganada por Izan Guevara, David Muñoz fue segundo y Tatsuki Suzuki tercero.

## Resultados

### Resultados MotoGP
| Pos.    | N.º | Piloto                | Equipo                       | Constructor | Vueltas | Tiempo    | Parrilla | Puntos |
| ------- | --- | --------------------- | ---------------------------- | ----------- | ------- | --------- | -------- | ------ |
| 1       | 20  | Fabio Quartararo      | Monster Energy Yamaha MotoGP | Yamaha      | 24      | 40:29.360 | 3        | 25     |
| 2       | 89  | Jorge Martín          | Prima Pramac Racing          | Ducati      | 24      | +6.473    | 4        | 20     |
| 3       | 5   | Johann Zarco          | Prima Pramac Racing          | Ducati      | 24      | +8.385    | 4        | 16     |
| 4       | 36  | Joan Mir              | Team Suzuki Ecstar           | Suzuki      | 24      | +11.481   | 17       | 13     |
| 5       | 41  | Aleix Espargaró       | Aprilia Racing               | Aprilia     | 24      | +14.395   | 1        | 11     |
| 6       | 10  | Luca Marini           | Mooney VR46 Racing Team      | Ducati      | 24      | +15.430   | 9        | 10     |
| 7       | 12  | Maverick Viñales      | Aprilia Racing               | Aprilia     | 24      | +15.975   | 8        | 9      |
| 8       | 33  | Brad Binder           | Red Bull KTM Factory Racing  | KTM         | 24      | +21.436   | 15       | 8      |
| 9       | 88  | Miguel Oliveira       | Red Bull KTM Factory Racing  | KTM         | 24      | +26.800   | 15       | 7      |
| 10      | 73  | Álex Márquez          | LCR Honda Castrol            | Honda       | 24      | +30.460   | 25       | 6      |
| 11      | 87  | Remy Gardner          | Tech 3 KTM Factory Racing    | KTM         | 24      | +32.443   | 20       | 5      |
| 12      | 40  | Darryn Binder         | WithU Yamaha RNF MotoGP Team | Yamaha      | 24      | +32.881   | 23       | 4      |
| 13      | 21  | Franco Morbidelli     | Monster Energy Yamaha MotoGP | Yamaha      | 24      | +33.168   | 18       | 3      |
| 14      | 43  | Jack Miller           | Ducati Lenovo Team           | Ducati      | 24      | +34.693   | 11       | 2      |
| 15      | 25  | Raúl Fernández        | Tech 3 KTM Factory Racing    | KTM         | 24      | +37.844   | 24       | 1      |
| 16      | 51  | Michele Pirro         | Aruba.it Racing              | Ducati      | 24      | +44.533   | 22       |        |
| 17      | 44  | Pol Espargaró         | Repsol Honda Team            | Honda       | 24      | +46.199   | 10       |        |
| Ret     | 04  | Andrea Dovizioso      | WithU Yamaha RNF MotoGP Team | Yamaha      | 17      | Retirado  | 19       |        |
| Ret     | 49  | Fabio Di Giannantonio | Gresini Racing MotoGP        | Ducati      | 8       | Retirado  | 5        |        |
| Ret     | 23  | Enea Bastianini       | Gresini Racing MotoGP        | Ducati      | 7       | Caída     | 14       |        |
| Ret     | 72  | Marco Bezzecchi       | Mooney VR46 Racing Team      | Ducati      | 5       | Retirado  | 13       |        |
| Ret     | 63  | Francesco Bagnaia     | Ducati Lenovo Team           | Ducati      | 1       | Retirado  | 2        |        |
| Ret     | 6   | Stefan Bradl          | Repsol Honda Team            | Honda       | 0       | Caída     | 21       |        |
| Ret     | 30  | Takaaki Nakagami      | LCR Honda Idemitsu           | Honda       | 0       | Colisión  | 12       |        |
| Ret     | 42  | Álex Rins             | Team Suzuki Ecstar           | Suzuki      | 0       | Colisión  | 7        |        |
| Fuente: |     |                       |                              |             |         |           |          |        |

### Resultados Moto2
| Pos.    | N.º | Piloto                  | Constructor | Vueltas | Tiempo              | Parrilla | Puntos |
| ------- | --- | ----------------------- | ----------- | ------- | ------------------- | -------- | ------ |
| 1       | 13  | Celestino Vietti        | Kalex       | 22      | 38:42.958           | 1        | 25     |
| 2       | 40  | Arón Canet              | Kalex       | 22      | +0.081              | 2        | 20     |
| 3       | 37  | Augusto Fernández       | Kalex       | 22      | +0.522              | 8        | 16     |
| 4       | 96  | Jake Dixon              | Kalex       | 22      | +0.646              | 4        | 13     |
| 5       | 23  | Marcel Schrötter        | Kalex       | 22      | +1.470              | 9        | 11     |
| 6       | 51  | Pedro Acosta            | Kalex       | 22      | +6.298              | 12       | 10     |
| 7       | 79  | Ai Ogura                | Kalex       | 22      | +6.320              | 10       | 9      |
| 8       | 21  | Alonso Lopez            | Boscoscuro  | 22      | +7.229              | 11       | 8      |
| 9       | 18  | Manuel González         | Kalex       | 22      | +10.746             | 14       | 7      |
| 10      | 14  | Tony Arbolino           | Kalex       | 22      | +12.056             | 18       | 6      |
| 11      | 19  | Lorenzo Dalla Porta     | Kalex       | 22      | +12.614             | 15       | 5      |
| 12      | 35  | Somkiat Chantra         | Kalex       | 22      | +13.206             | 19       | 4      |
| 13      | 64  | Bo Bendsneyder          | Kalex       | 22      | +18.335             | 7        | 3      |
| 14      | 9   | Jorge Navarro           | Kalex       | 22      | +18.495             | 16       | 2      |
| 15      | 54  | Fermín Aldeguer         | Boscoscuro  | 22      | +19.894             | 20       | 1      |
| 16      | 62  | Stefano Manzi           | Kalex       | 22      | +21.721             | 22       |        |
| 17      | 7   | Barry Baltus            | Kalex       | 22      | +22.269             | 17       |        |
| 18      | 52  | Jeremy Alcoba           | Kalex       | 22      | +22.513             | 26       |        |
| 19      | 28  | Niccolò Antonelli       | Kalex       | 22      | +36.869             | 25       |        |
| 20      | 84  | Zonta van den Goorbergh | Kalex       | 22      | +37.020             | 24       |        |
| 21      | 4   | Sean Dylan Kelly        | Kalex       | 22      | +38.420             | 29       |        |
| 22      | 24  | Simone Corsi            | MV Agusta   | 22      | +45.612             | 27       |        |
| 23      | 74  | Piotr Biesiekirski      | Kalex       | 22      | +47.326             | 31       |        |
| 24      | 42  | Marcos Ramírez          | MV Agusta   | 22      | +54.598             | 30       |        |
| Ret     | 75  | Albert Arenas           | Kalex       | 19      | Problemas mecánicos | 5        |        |
| Ret     | 22  | Sam Lowes               | Kalex       | 19      | Caída               | 6        |        |
| Ret     | 61  | Alessandro Zaccone      | Kalex       | 14      | Retirado            | 28       |        |
| Ret     | 16  | Joe Roberts             | Kalex       | 10      | Caída               | 3        |        |
| Ret     | 6   | Cameron Beaubier        | Kalex       | 4       | Caída               | 23       |        |
| Ret     | 12  | Filip Salač             | Kalex       | 3       | Caída               | 13       |        |
| Ret     | 55  | Alex Toledo             | Kalex       | 2       | Caída               | 21       |        |
| Fuente: |     |                         |             |         |                     |          |        |

### Resultados Moto3
| Pos.    | N.º | Piloto            | Constructor | Vueltas | Tiempo              | Parrilla | Puntos |
| ------- | --- | ----------------- | ----------- | ------- | ------------------- | -------- | ------ |
| 1       | 28  | Izan Guevara      | Gas Gas     | 21      | 38:22.351           | 3        | 25     |
| 2       | 44  | David Muñoz       | KTM         | 21      | +1.975              | 20       | 20     |
| 3       | 24  | Tatsuki Suzuki    | Honda       | 21      | +1.985              | 10       | 16     |
| 4       | 11  | Sergio García     | Gas Gas     | 21      | +2.036              | 7        | 13     |
| 5       | 53  | Deniz Öncü        | KTM         | 21      | +2.752              | 2        | 11     |
| 6       | 99  | Carlos Tatay      | CFMoto      | 21      | +3.134              | 18       | 10     |
| 7       | 17  | John McPhee       | Husqvarna   | 21      | +3.341              | 11       | 9      |
| 8       | 5   | Jaume Masiá       | KTM         | 21      | +3.633              | 14       | 8      |
| 9       | 31  | Adrián Fernández  | KTM         | 21      | +5.285              | 24       | 7      |
| 10      | 43  | Xavier Artigas    | CFMoto      | 21      | +5.555              | 21       | 6      |
| 11      | 54  | Riccardo Rossi    | Honda       | 21      | +7.626              | 6        | 5      |
| 12      | 66  | Joel Kelso        | KTM         | 21      | +9.215              | 9        | 4      |
| 13      | 18  | Matteo Bertelle   | KTM         | 21      | +11.325             | 12       | 3      |
| 14      | 19  | Scott Ogden       | Honda       | 21      | +11.379             | 13       | 2      |
| 15      | 27  | Kaito Toba        | KTM         | 21      | +24.644             | 8        | 1      |
| 16      | 82  | Stefano Nepa      | KTM         | 21      | +25.007             | 25       |        |
| 17      | 23  | Elia Bartolini    | KTM         | 21      | +25.036             | 23       |        |
| 18      | 48  | Iván Ortolá       | KTM         | 21      | +25.165             | 28       |        |
| 19      | 63  | Syarifuddin Azman | Honda       | 21      | +25.210             | 26       |        |
| 20      | 20  | Lorenzo Fellon    | Honda       | 21      | +25.239             | 4        |        |
| 21      | 6   | Ryusei Yamanaka   | KTM         | 21      | +40.387             | 5        |        |
| 22      | 22  | Ana Carrasco      | KTM         | 21      | +58.048             | 29       |        |
| Ret     | 89  | Marcos Uriarte    | Honda       | 15      | Caída               | 27       |        |
| Ret     | 16  | Andrea Migno      | Honda       | 14      | Problemas mecánicos | 15       |        |
| Ret     | 70  | Joshua Whatley    | Honda       | 12      | Problemas mecánicos | 30       |        |
| Ret     | 72  | Taiyo Furusato    | Honda       | 9       | Caída               | 22       |        |
| Ret     | 64  | Mario Aji         | Honda       | 8       | Caída               | 19       |        |
| Ret     | 96  | Daniel Holgado    | KTM         | 8       | Caída               | 17       |        |
| Ret     | 38  | David Salvador    | Husqvarna   | 8       | Caída               | 16       |        |
| Ret     | 7   | Dennis Foggia     | Honda       | 6       | Caja de cambios     | 1        |        |
| DNS     | 10  | Diogo Moreira     | KTM         |         | No corrió           |          |        |
| 1.      |     |                   |             |         |                     |          |        |
| Fuente: |     |                   |             |         |                     |          |        |